# Bielów (obwód rówieński)
Bielów (ukr. Білів) – wieś na Ukrainie, w rejonie rówieńskim obwodu rówieńskiego, na Wołyniu.
W okolicach tej miejscowości w 1920 rozgrywała się bitwa pod Równem.

## Bibliografia

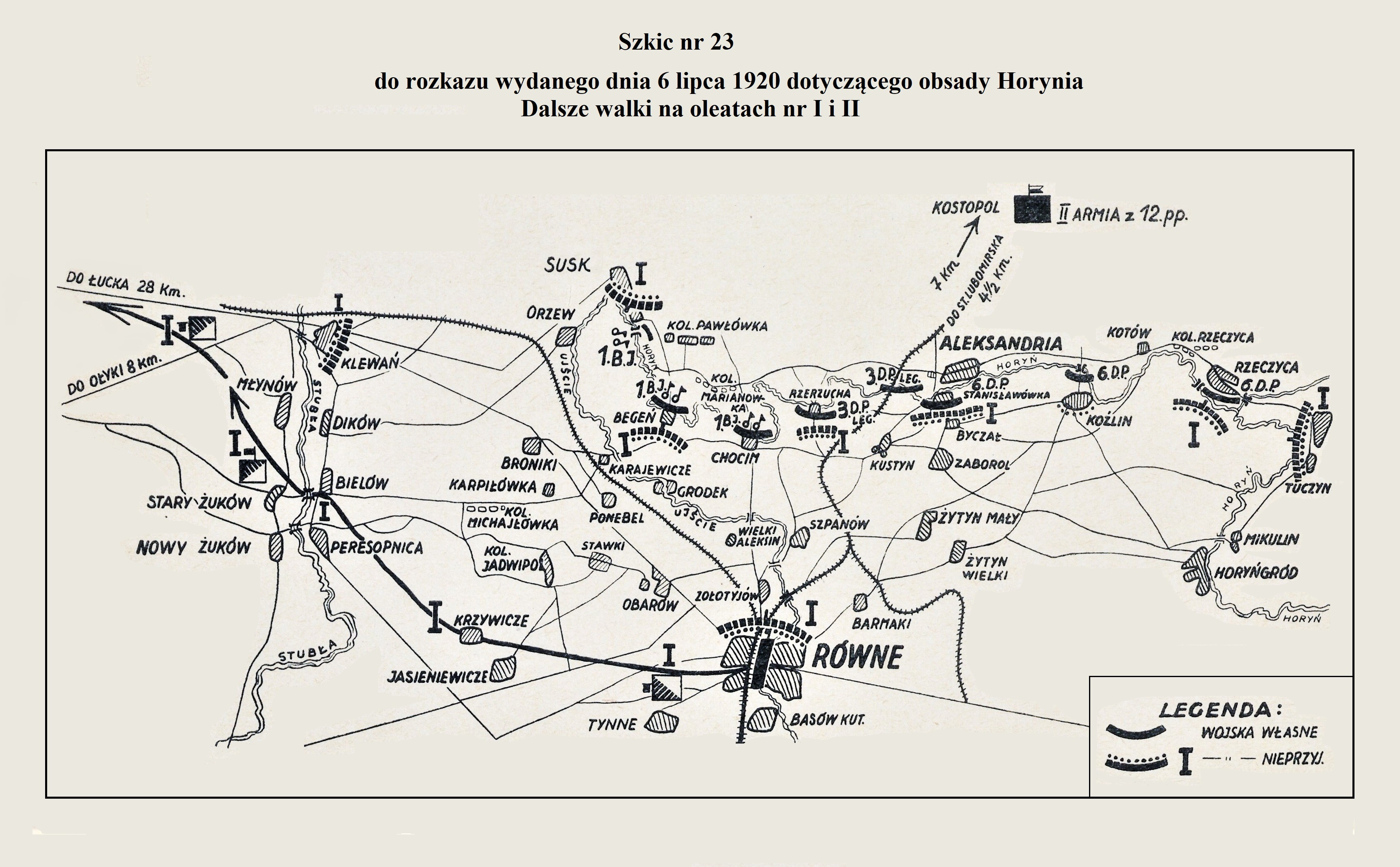
Gen. Kazimierz Raszewski, Wspomnienia z własnych przeżyć do końca roku 1920